# Джеззін (район)
Джеззін (араб. قضاء جزين‎‎‎‎) — один з 25 районів Лівану, входить до складу провінції Південний Ліван. Адміністративний центр — м. Джеззін. На півночі межує з районом Шуф, на сході — з районами Західна Бекаа, Хасбайя та Марджаюн, на півдні — з районом Набатія, на заході — з районом Сидон.
| Ліван | Це незавершена стаття з географії Лівану. Ви можете допомогти проєкту, виправивши або дописавши її. |